# دکاچورویل (میزوری)
دکاچورویل (به انگلیسی: Decaturville) یک منطقهٔ مسکونی در ایالات متحده آمریکا است که در Warren Township واقع شده‌است. دکاچورویل ۳۲۳ متر بالاتر از سطح دریا واقع شده‌است.